# Chorebus nigricapitis
Chorebus nigricapitis är en stekelart som beskrevs av Robert A.Wharton 1991. Chorebus nigricapitis ingår i släktet Chorebus och familjen bracksteklar. Inga underarter finns listade i Catalogue of Life.